# Schlernbödelehütte
Die Schlernbödelehütte, auch Johann-Santner-Hütte, ist eine 1693 m s.l.m. hoch gelegene Schutzhütte in der Schlerngruppe der Südtiroler Dolomiten in Italien. Sie befindet sich im Besitz der Sektion Schlern des Alpenvereins Südtirol und liegt im Gebiet des Naturparks Schlern-Rosengarten.

## Lage und Umgebung
Die Hütte liegt auf dem sogenannten Schlernbödele, einer dem Massiv des Schlern nordöstlich vorgelagerten kleinen Hangverebnung. Sie ist ein Ausgangspunkt für Wanderungen zum Gipfel dieses Südtiroler Wahrzeichens, aber auch für Klettertouren an der Burgstallwand und am vorgelagerten Santner. Richtung Osten und Nordosten erstreckt sich die Seiser Alm.

## Geschichte
Das bereits im 19. Jahrhundert von der Sektion Bozen des Deutschen und Österreichischen Alpenvereins erbaute Schlernhaus wurde nach dem Ersten Weltkrieg vom italienischen Staat enteignet und dem Club Alpino Italiano übergeben. Als Ersatz wurde 1961 von der Bozner Sektion des Alpenvereins Südtirol die Schlernbödelehütte errichtet und nach Johann Santner benannt. Nachdem diese 1984 durch eine Lawine zerstört worden war, einigten sich die AVS-Sektionen Bozen und Schlern auf einen Neubau in sicherem Gelände, ca. 80 Meter von der alten Hütte entfernt, der 1986 vollendet wurde. Dieser wurde mit dem Umweltgütesiegel für Alpenvereinshütten ausgezeichnet. Am Standort der alten Hütte wurde eine kleine Kapelle errichtet, in der sich eine Gedenktafel für die im Schlerngebiet tödlich verunglückten Personen befindet.

## Karten
- Casa Editrice Tabacco 029 Schlern – Rosengarten – Sciliar – Catinaccio – Latemar (1:25.000)[1]